# Grupo de Bancos Centrales para la Disuasión de las Falsificaciones
La misión del Grupo de Bancos Centrales para la Disuasión de las Falsificaciones (GBCDF) (originalmente designado como Grupo Especial de Estudio 2 o SSG-2 de la G10) es investigar las amenazas emergentes en la seguridad de los billetes y proponer soluciones para su implementación por las autoridades de emisión. El GBCDF es un grupo de trabajo de 27 bancos centrales y autoridades fabricantes de billetes, y es presidido por Thomas Jordan, presidente del Banco Nacional de Suiza. 
El GBCDF mantiene un sitio web diseñado para asesorar al público sobre las leyes nacionales relacionadas con la reproducción de billetes.
En 2004, GBCDF anunció el desarrollo de un "Sistema de Disuasión de las Falsificaciones" (SDF), incorporando medios técnicos para la detección de billetes. Este sistema fue desarrollado por la empresa estadounidense Digimarc basada en la tecnología de la marca de agua.
Adobe Systems posteriormente fue objeto de polémica cuando se supo que la empresa había adoptado voluntariamente la SDF en Adobe Photoshop, para prevenir el procesamiento de algunas imágenes de billetes. Jasc (editor de Paint Shop Pro) y Adobe declararon que habían aplicado la SDF; ellos no habían recibido los detalles técnicos del algoritmo del SDF (en otras palabras, les fue proporcionada como una caja negra). Algunos artistas y diseñadores gráficos profesionales sugirieron que el SDF iba a hacer que sea más difícil para ellos usar Photoshop para producir imágenes en que la moneda que se utiliza en forma legal. Steven J. Murdoch ha comenzado una investigación técnica para conocer cómo funciona el SDF.